# Xenochlorodes magna
Xenochlorodes magna är en fjärilsart som beskrevs av Wolff 1977. Xenochlorodes magna ingår i släktet Xenochlorodes och familjen mätare. Inga underarter finns listade i Catalogue of Life.